# 盧赫河 (德涅斯特河支流)
盧赫河（烏克蘭語：Луг），是烏克蘭西部的河流，屬於德涅斯特河的左支流。該河流經利維夫州的斯特雷區，河道全長25公里，流域面積616平方公里，支流有達維迪夫卡河。